# سانتیاگو ماره
سانتیاگو ماره (اسپانیایی: Santiago Mare‎؛ زادهٔ ۲۱ اکتبر ۱۹۹۶) بازیکن راگبی ۷ نفره اهل آرژانتین است.
وی در مسابقات کشوری و بین‌المللی در مجموع برندهٔ ۱ مدال طلا، ۱ مدال برنز شده‌است.